# LBE I DM 22.8
Die Kleinlokomotive LBE I DM 22.8 wurde von Henschel in Kassel als Dampflokomotive nach dem System Doble gebaut. Die Lübeck-Büchener Eisenbahn benutzte sie für Rangierarbeiten sowie für leichte Personenzüge.
1940 wurde sie auf Dieselbetrieb in Anlehnung an die DR-Baureihe Kö umgebaut und während des Zweiten Weltkriegs nach Österreich versetzt, wo sie nach dem dortigen Betriebsnummernschema die Nummer X112.04 erhielt. 1977 wurde sie ausgemustert.

## Geschichte
Nach den guten Betriebserfahrungen mit dem Doble-Triebwagen LBE DT 2000 ließ die Lübeck-Büchener Eisenbahn bei Henschel eine Dampfmotor-Kleinlokomotive mit Doble-Kessel und kleinen Dampfzylindern bauen. Die Antriebsart bot für den Einsatz im Rangierdienst verschiedene Vorteile. Die Betriebsbereitschaft war besonders schnell erreichbar und kam fast an die Verbrennungslokomotive heran. Durch die Umsteuerung der Dampfmaschine konnte schnell die Fahrtrichtung gewechselt werden, das Beschleunigungsvermögen der Lok war stark und die Geräuschentwicklung niedrig, sodass die Aufnahme akustischer Signale erleichtert wurde.
Ihr Einsatz bei der LBE erfolgte ab Januar 1935. Die äußere Form entsprach der DR-Baureihe Kö. Die Dampfmaschine war innerhalb des Rahmens gelagert und trieb über eine Blindwelle durch Kettentrieb beide Achsen an. Der Kessel sowie die Hilfsbetriebe waren unter der vorderen Haube eingebaut. Ergänzt wurde die Ausrüstung durch Druckluftbremse, Fußbremse, Handbremse, selbsttätige Kupplung und elektrische Beleuchtung. Die Höchstgeschwindigkeit der Lok betrug 60 km/h, sodass aushilfsweise auch leichte Personenzüge auf der Strecke befördert werden konnten. Zu diesem Zweck waren an beiden Stirnseiten der Lok Dampfanschlüsse vorhanden.
Nach einigen Entwicklungsschwierigkeiten befriedigte die Lokomotive. Das Einsatzgebiet wurde jedoch bald innerhalb der Werkstatt verlegt.

## DR Kd 4994
Bei der Verstaatlichung der LBE 1938 wurde sie von der Deutschen Reichsbahn übernommen und zur Kd 4994 umgezeichnet. 1940 wurde die Dampfmaschine durch einen Dieselmotor ersetzt.

## ÖBB X112.04
Während des Zweiten Weltkrieges kam die Lokomotive nach Österreich, verblieb bei den Österreichischen Bundesbahnen und erhielt dort die Kleinlokomotivenbetriebsnummer X112.04. 1977 wurde sie ausgemustert und 1979 verschrottet.